# Čeňovice
Čeňovice (německy Tscheniowitz) jsou místní částí obce Teplýšovice v okrese Benešov ve Středočeském kraji. Do katastrálního území Čeňovice patří i místní část Kochánov. Při západním a severozápadním okraji osady protéká Křešický potok, který je levostranným přítokem řeky Sázavy.

## Název
Název obce je odvozen od staročeského osobního jména Čieň. Čeňovice tedy znamená ves Čieňových, po zkrácení dvojhlásky ie na ě a ztrátě jotace ves Čeňových, tedy Čeňovice. 

## Historie
První písemná zmínka o vesnici pochází z roku 1381. V roce 1533 podstoupila Kateřina z Čeňovic, poslední z rodu, poplužní dvůr, ves Čeňovice a poddanské usedlosti v Kačkově Lhotě (dnes Kácova Lhota) Janu Bestahovskému z Říčan. V této době se v historických pramenech nevyskytují žádné zmínky o tvrzi, takže lze předpokládat že se zde nacházelo jen prosté sídlo.
Tvrz zde byla postavena až Janem Zákorou ze Záhoří. V roce 1603 prodal Václav Pětinský z Krásného Dvora čeňovickou tvrz Petru Karlovi ze Štemberka. Krátce před začátkem třicetileté války ji získal Jindřich mladší Vrchotický z Loutkova, který pak o zdejší statek přišel v pobělohorských konfiskacích v roce 1623. V roce 1625 jej koupil Štepán Beník z Pettersdorfu. Později se majitelé často střídali. Válečná poškození byla na tvrzi a na poplužním dvoře patrná ještě dlouhou dobu. V roce 1678 koupil ještě ne zcela rekonstruovanou tvrz s částečně obnoveným dvorem Tomáš Sohier z Windmühle a připojil je k Třebešicím. Tvrz přestala být sídlem a zanikla. Část jejího zdiva je snad dochována ve starších budovách dvora, který dnes patří zemědělskému družstvu v Petroupimi.
Roku 1947 zde byl založen dobrovolný hasičský sbor, který si v roce 1956 postavil z části bývalého statku požární zbrojnici. V 60. letech byl svépomocí postaven obchod. Kolem roku 1980 byl ze zchátralého domu vybudován nový hostinec. Tyto budovy slouží svému účelu dodnes.

## Památky
- Kaple svatého Jana Nepomuckého
- Památník padlým v první světové válce na návsi